# Peão passado
|   | a | b | c | d | e | f | g | h |   |
| 8 | h6 preto peão · b5 branco peão · e5 branco peão · f5 preto peão · h5 branco peão · c4 branco peão · d4 preto peão · f4 branco peão · g4 branco peão | h6 preto peão · b5 branco peão · e5 branco peão · f5 preto peão · h5 branco peão · c4 branco peão · d4 preto peão · f4 branco peão · g4 branco peão | h6 preto peão · b5 branco peão · e5 branco peão · f5 preto peão · h5 branco peão · c4 branco peão · d4 preto peão · f4 branco peão · g4 branco peão | h6 preto peão · b5 branco peão · e5 branco peão · f5 preto peão · h5 branco peão · c4 branco peão · d4 preto peão · f4 branco peão · g4 branco peão | h6 preto peão · b5 branco peão · e5 branco peão · f5 preto peão · h5 branco peão · c4 branco peão · d4 preto peão · f4 branco peão · g4 branco peão | h6 preto peão · b5 branco peão · e5 branco peão · f5 preto peão · h5 branco peão · c4 branco peão · d4 preto peão · f4 branco peão · g4 branco peão | h6 preto peão · b5 branco peão · e5 branco peão · f5 preto peão · h5 branco peão · c4 branco peão · d4 preto peão · f4 branco peão · g4 branco peão | h6 preto peão · b5 branco peão · e5 branco peão · f5 preto peão · h5 branco peão · c4 branco peão · d4 preto peão · f4 branco peão · g4 branco peão | 8 |
| 7 | h6 preto peão · b5 branco peão · e5 branco peão · f5 preto peão · h5 branco peão · c4 branco peão · d4 preto peão · f4 branco peão · g4 branco peão | h6 preto peão · b5 branco peão · e5 branco peão · f5 preto peão · h5 branco peão · c4 branco peão · d4 preto peão · f4 branco peão · g4 branco peão | h6 preto peão · b5 branco peão · e5 branco peão · f5 preto peão · h5 branco peão · c4 branco peão · d4 preto peão · f4 branco peão · g4 branco peão | h6 preto peão · b5 branco peão · e5 branco peão · f5 preto peão · h5 branco peão · c4 branco peão · d4 preto peão · f4 branco peão · g4 branco peão | h6 preto peão · b5 branco peão · e5 branco peão · f5 preto peão · h5 branco peão · c4 branco peão · d4 preto peão · f4 branco peão · g4 branco peão | h6 preto peão · b5 branco peão · e5 branco peão · f5 preto peão · h5 branco peão · c4 branco peão · d4 preto peão · f4 branco peão · g4 branco peão | h6 preto peão · b5 branco peão · e5 branco peão · f5 preto peão · h5 branco peão · c4 branco peão · d4 preto peão · f4 branco peão · g4 branco peão | h6 preto peão · b5 branco peão · e5 branco peão · f5 preto peão · h5 branco peão · c4 branco peão · d4 preto peão · f4 branco peão · g4 branco peão | 7 |
| 6 | h6 preto peão · b5 branco peão · e5 branco peão · f5 preto peão · h5 branco peão · c4 branco peão · d4 preto peão · f4 branco peão · g4 branco peão | h6 preto peão · b5 branco peão · e5 branco peão · f5 preto peão · h5 branco peão · c4 branco peão · d4 preto peão · f4 branco peão · g4 branco peão | h6 preto peão · b5 branco peão · e5 branco peão · f5 preto peão · h5 branco peão · c4 branco peão · d4 preto peão · f4 branco peão · g4 branco peão | h6 preto peão · b5 branco peão · e5 branco peão · f5 preto peão · h5 branco peão · c4 branco peão · d4 preto peão · f4 branco peão · g4 branco peão | h6 preto peão · b5 branco peão · e5 branco peão · f5 preto peão · h5 branco peão · c4 branco peão · d4 preto peão · f4 branco peão · g4 branco peão | h6 preto peão · b5 branco peão · e5 branco peão · f5 preto peão · h5 branco peão · c4 branco peão · d4 preto peão · f4 branco peão · g4 branco peão | h6 preto peão · b5 branco peão · e5 branco peão · f5 preto peão · h5 branco peão · c4 branco peão · d4 preto peão · f4 branco peão · g4 branco peão | h6 preto peão · b5 branco peão · e5 branco peão · f5 preto peão · h5 branco peão · c4 branco peão · d4 preto peão · f4 branco peão · g4 branco peão | 6 |
| 5 | h6 preto peão · b5 branco peão · e5 branco peão · f5 preto peão · h5 branco peão · c4 branco peão · d4 preto peão · f4 branco peão · g4 branco peão | h6 preto peão · b5 branco peão · e5 branco peão · f5 preto peão · h5 branco peão · c4 branco peão · d4 preto peão · f4 branco peão · g4 branco peão | h6 preto peão · b5 branco peão · e5 branco peão · f5 preto peão · h5 branco peão · c4 branco peão · d4 preto peão · f4 branco peão · g4 branco peão | h6 preto peão · b5 branco peão · e5 branco peão · f5 preto peão · h5 branco peão · c4 branco peão · d4 preto peão · f4 branco peão · g4 branco peão | h6 preto peão · b5 branco peão · e5 branco peão · f5 preto peão · h5 branco peão · c4 branco peão · d4 preto peão · f4 branco peão · g4 branco peão | h6 preto peão · b5 branco peão · e5 branco peão · f5 preto peão · h5 branco peão · c4 branco peão · d4 preto peão · f4 branco peão · g4 branco peão | h6 preto peão · b5 branco peão · e5 branco peão · f5 preto peão · h5 branco peão · c4 branco peão · d4 preto peão · f4 branco peão · g4 branco peão | h6 preto peão · b5 branco peão · e5 branco peão · f5 preto peão · h5 branco peão · c4 branco peão · d4 preto peão · f4 branco peão · g4 branco peão | 5 |
| 4 | h6 preto peão · b5 branco peão · e5 branco peão · f5 preto peão · h5 branco peão · c4 branco peão · d4 preto peão · f4 branco peão · g4 branco peão | h6 preto peão · b5 branco peão · e5 branco peão · f5 preto peão · h5 branco peão · c4 branco peão · d4 preto peão · f4 branco peão · g4 branco peão | h6 preto peão · b5 branco peão · e5 branco peão · f5 preto peão · h5 branco peão · c4 branco peão · d4 preto peão · f4 branco peão · g4 branco peão | h6 preto peão · b5 branco peão · e5 branco peão · f5 preto peão · h5 branco peão · c4 branco peão · d4 preto peão · f4 branco peão · g4 branco peão | h6 preto peão · b5 branco peão · e5 branco peão · f5 preto peão · h5 branco peão · c4 branco peão · d4 preto peão · f4 branco peão · g4 branco peão | h6 preto peão · b5 branco peão · e5 branco peão · f5 preto peão · h5 branco peão · c4 branco peão · d4 preto peão · f4 branco peão · g4 branco peão | h6 preto peão · b5 branco peão · e5 branco peão · f5 preto peão · h5 branco peão · c4 branco peão · d4 preto peão · f4 branco peão · g4 branco peão | h6 preto peão · b5 branco peão · e5 branco peão · f5 preto peão · h5 branco peão · c4 branco peão · d4 preto peão · f4 branco peão · g4 branco peão | 4 |
| 3 | h6 preto peão · b5 branco peão · e5 branco peão · f5 preto peão · h5 branco peão · c4 branco peão · d4 preto peão · f4 branco peão · g4 branco peão | h6 preto peão · b5 branco peão · e5 branco peão · f5 preto peão · h5 branco peão · c4 branco peão · d4 preto peão · f4 branco peão · g4 branco peão | h6 preto peão · b5 branco peão · e5 branco peão · f5 preto peão · h5 branco peão · c4 branco peão · d4 preto peão · f4 branco peão · g4 branco peão | h6 preto peão · b5 branco peão · e5 branco peão · f5 preto peão · h5 branco peão · c4 branco peão · d4 preto peão · f4 branco peão · g4 branco peão | h6 preto peão · b5 branco peão · e5 branco peão · f5 preto peão · h5 branco peão · c4 branco peão · d4 preto peão · f4 branco peão · g4 branco peão | h6 preto peão · b5 branco peão · e5 branco peão · f5 preto peão · h5 branco peão · c4 branco peão · d4 preto peão · f4 branco peão · g4 branco peão | h6 preto peão · b5 branco peão · e5 branco peão · f5 preto peão · h5 branco peão · c4 branco peão · d4 preto peão · f4 branco peão · g4 branco peão | h6 preto peão · b5 branco peão · e5 branco peão · f5 preto peão · h5 branco peão · c4 branco peão · d4 preto peão · f4 branco peão · g4 branco peão | 3 |
| 2 | h6 preto peão · b5 branco peão · e5 branco peão · f5 preto peão · h5 branco peão · c4 branco peão · d4 preto peão · f4 branco peão · g4 branco peão | h6 preto peão · b5 branco peão · e5 branco peão · f5 preto peão · h5 branco peão · c4 branco peão · d4 preto peão · f4 branco peão · g4 branco peão | h6 preto peão · b5 branco peão · e5 branco peão · f5 preto peão · h5 branco peão · c4 branco peão · d4 preto peão · f4 branco peão · g4 branco peão | h6 preto peão · b5 branco peão · e5 branco peão · f5 preto peão · h5 branco peão · c4 branco peão · d4 preto peão · f4 branco peão · g4 branco peão | h6 preto peão · b5 branco peão · e5 branco peão · f5 preto peão · h5 branco peão · c4 branco peão · d4 preto peão · f4 branco peão · g4 branco peão | h6 preto peão · b5 branco peão · e5 branco peão · f5 preto peão · h5 branco peão · c4 branco peão · d4 preto peão · f4 branco peão · g4 branco peão | h6 preto peão · b5 branco peão · e5 branco peão · f5 preto peão · h5 branco peão · c4 branco peão · d4 preto peão · f4 branco peão · g4 branco peão | h6 preto peão · b5 branco peão · e5 branco peão · f5 preto peão · h5 branco peão · c4 branco peão · d4 preto peão · f4 branco peão · g4 branco peão | 2 |
| 1 | h6 preto peão · b5 branco peão · e5 branco peão · f5 preto peão · h5 branco peão · c4 branco peão · d4 preto peão · f4 branco peão · g4 branco peão | h6 preto peão · b5 branco peão · e5 branco peão · f5 preto peão · h5 branco peão · c4 branco peão · d4 preto peão · f4 branco peão · g4 branco peão | h6 preto peão · b5 branco peão · e5 branco peão · f5 preto peão · h5 branco peão · c4 branco peão · d4 preto peão · f4 branco peão · g4 branco peão | h6 preto peão · b5 branco peão · e5 branco peão · f5 preto peão · h5 branco peão · c4 branco peão · d4 preto peão · f4 branco peão · g4 branco peão | h6 preto peão · b5 branco peão · e5 branco peão · f5 preto peão · h5 branco peão · c4 branco peão · d4 preto peão · f4 branco peão · g4 branco peão | h6 preto peão · b5 branco peão · e5 branco peão · f5 preto peão · h5 branco peão · c4 branco peão · d4 preto peão · f4 branco peão · g4 branco peão | h6 preto peão · b5 branco peão · e5 branco peão · f5 preto peão · h5 branco peão · c4 branco peão · d4 preto peão · f4 branco peão · g4 branco peão | h6 preto peão · b5 branco peão · e5 branco peão · f5 preto peão · h5 branco peão · c4 branco peão · d4 preto peão · f4 branco peão · g4 branco peão | 1 |
|   | a | b | c | d | e | f | g | h |   |

Um peão passado é uma terminologia do xadrez que indica uma possível vantagem da estrutura de peões numa partida. Esta vantagem foi analisada inicialmente por Philidor em seu livro Analyse du jeu des échecs onde também são descritas outras desvantagens relacionadas com a cadeia de peões como os peões isolados, atrasados, conectados e dobrados.
O peão passado é aquele que não pode ser bloqueado por um peão adversário e está numa fileira onde não existem peões adversários nas fileiras adjacentes.